# Teodor Mauri i Moreno
Teodor Mauri i Moreno (Barcelona, 5 de juny de 1903 – Barcelona, 4 de juliol de 1960) fou un futbolista i entrenador de futbol català.

## Trajectòria
Començà com a jugador Catalunya de les Corts, passant posteriorment pel CE Europa i el CE Júpiter abans de fitxar pel RCD Espanyol. Al club blanc i blau va viure la seva millor època, jugant de davanter centre al costat d'homes com Ricard Zamora, José Padrón, Pere Solé o Crisant Bosch.
El juny de 1927 marxà cap a l'Havana, per jugar la temporada 1927-28 al Club Juventud Asturiana. L'equip estava entrenat pel polifacètic Paco Bru, qui havia viatjat a l'illa caribenya per a fomentar-hi el futbol i procurar la inscripció de Cuba a la FIFA. Al CE Castelló fou entrenador-jugador el 1928-29. El 1929 fitxà per l'Europa. on juga només el Campionat de Catalunya aquella temporada. Entre 1930 i 1932 defensà els colors del Racing de Madrid. La temporada 1932-33 jugà al Futbol Club Vilafranca.
Teodor Mauri també destacà en la tasca d'entrenador a diversos equips. Amb el CE Castelló assolí l'ascens a Primera la temporada 1940-41 En total entrenà al club castellonenc durant tres etapes diferents. També entrenà l'Hèrcules CF (que aleshores s'anomenava Alacant CD), Cadis CF o UE Figueres. Posteriorment exercí diverses funcions a l'Espanyol.
Va morir el 4 de juliol de 1960 a Barcelona després d'una llarga malaltia. El seu nebot fou Josep Mauri, també futbolista de l'Espanyol i tècnic a l'entitat durant 26 anys.